# Jean-Thomas Maljean
 (novembre 2024).
Si vous disposez d'ouvrages ou d'articles de référence ou si vous connaissez des sites web de qualité traitant du thème abordé ici, merci de compléter l'article en donnant les références utiles à sa vérifiabilité et en les liant à la section « Notes et références ».
Jean-Thomas Maljean, né à une date inconnue et mort à Namur (Pays-Bas autrichiens) le 21 juillet 1758, est un géomètre et architecte du XVIIIe siècle, très actif dans la région namuroise (comté de Namur).

## Biographie
Après avoir travaillé quelque temps à Aix-la-Chapelle Jean-Thomas Maljean est engagé à Namur au service du diocèse. Il supervise la construction du palais épiscopal (1728-1732) (aujourd'hui palais provincial et siège du gouvernement de la province de Namur), un projet de Thomas de Strickland, évêque de Namur, à la suite de quoi il est admis comme géomètre juré du comté de Namur. Il construit le séminaire de Namur (1731-1734) et le château de La Plante. 
Tout en continuant à travailler pour le nouvel évêque de Namur qui l’apprécie beaucoup, il s’occupe de la reconstruction des dépendances du château de Mirwart (1739-1741) et trace les plans de l’église de Romerée (1739). Il est également auteur des plans de l’église des récollets, connue plus tard sous le nom de Notre-Dame d’Harscamp. Il en dirige la construction (1750). 
Jean-Thomas Maljean trace également les plans des nouveaux bâtiments (y compris une nouvelle église abbatiale) de l’abbaye de moniales cisterciennes d’Argenton (à Lonzée), et en surveille la réalisation (1752 à 1755). Le géomètre-architecte meurt à Namur le 21 juillet 1758.